# 이윤경 선생 묘 및 신도비
이윤경 선생 묘 및 신도비는 대한민국 경기도 양평군 양서면 부용리에 있다. 2007년 1월 31일 양평군의 향토유적 제40호로 지정되었다.

## 개요
숭덕재공(1498~1562)의 휘는 윤경, 자는 중길, 호는 숭덕재, 본관은 광주이며 정재공 이수정의 장남이다. 신도비는 1562년 묘전에 세웠으나 현재 필자를 알기가 불가능하여 1982년 후손들이 다시 세웠다. 석물로는 1단의 계체석 아래 중앙에 상석, 향로석 등이 있고 좌우에는 망주석 1쌍, 문인석 1쌍이 배치되어 있다. 향로석은 4각, 망주석은 8각으로 되어있다.

## 같이 보기
- 이윤경